# Андреевское (Калязинский район)
Андреевское — деревня в Калязинском районе Тверской области. Входит в состав Нерльского сельского поселения.

## География
Деревня расположена в 8 км на юго-запад от центра поселения села Нерль и в 32 км на юг от райцентра города Калязина.

## История
В Дмитровской Писцовой книге 1627-29 годов две трети села Андеевского значатся за дмитровцем Григорием Васильевым сыном Сьяновым, а треть села за Федором Обобуровым да за Лифантием Хрулевым, а в селе церковь Рождества Христова да придел Николы Чудотворца. В конце XVII века церковь села Андреевского была перенесена в Космодамиановское-Зайцево.
В конце XIX — начале XX века село входило в состав Поречской волости Калязинского уезда Тверской губернии. 
С 1929 года деревня входила в состав Положиловского сельсовета Нерльского района Кимрского округа Московской области, с 1935 года — в составе Калининской области, с 1956 года в составе — Калязинского района, с 1994 года — в составе Воронцовского сельского округа, с 2005 года — в составе Нерльского сельского поселения.

## Население
| 1859 | 1888 | 2002 | 2008 | 2010 |
| ---- | ---- | ---- | ---- | ---- |
| 272  | ↗288 | ↘25  | ↘21  | ↘12  |